# Traje de majo

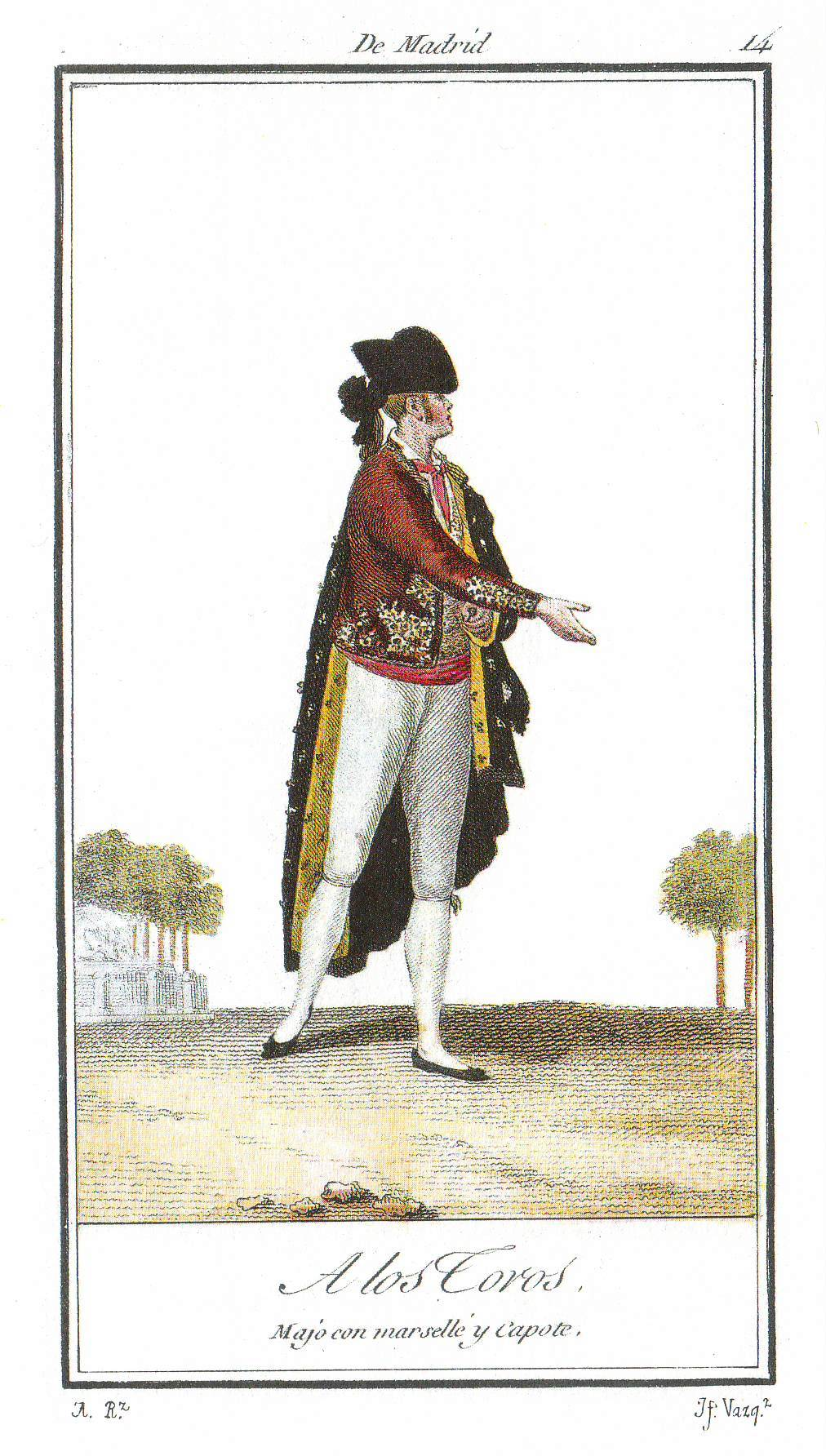
Traje de majo en el catálogo de trajes de Madrid, dibujado por Antonio Rodríguez Onofre, y publicado en 1801.

Traje de majo es un modelo de vestimenta en el Madrid de la segunda mitad del siglo XVIII. Se hizo muy popular por oposición y respuesta cultural al vestir de la aristocracia y generó la moda goyesca asociada al concepto de 'majeza' o 'majismo'. Su apariencia, pretendidamente barroca y lujosa, con profusión de adornos, cintas, pasamanerías, e incluso elementos metálicos, contrastaba con la rigidez de la etiqueta aristocrática del gusto cortesano a la francesa.

## Contexto histórico
Algunas tesis sugieren que el majismo surgió de castizos de las clases menestrales de Madrid como reivindicación de la indumentaria típica española frente al afrancesamiento de la moda. El Diccionario de Autoridades define al majo en 1734 como “el hombre que afecta valentía en las acciones o palabras”. Progresivamente la nobleza española comenzó a imitar la vestimenta de los tipos populares, provocando un fenómeno singular: que las capas altas imitaran a las bajas. Los ejemplos iconográficos hablan por sí mismos; Francisco de Goya retrató a la duquesa de Alba vestida de maja, y en 1791 a la propia reina María Luisa.

## Elementos
Esta prenda se componía de: jaqueta, calzones de tapa, chaleco, camisa, faja, pañuelo al cuello, cofia, sombrero de tres picos o chambergo, medias, zapatos de hebilla y capa. Era un traje muy lujoso y ornamental (cintas, pasamanerías y aplicación de elementos metálicos), en contraposición a la rigidez de la etiqueta aristocrática.